# 宮尾尊弘
宮尾尊弘（みやお たかひろ、1943年10月17日-　）は、日本の経済学者、筑波大学名誉教授。

## 略歴
東京都生れ。1966年慶應義塾大学経済学部卒、71年同大学院博士課程満期退学。1974年マサチューセッツ工科大学で経済学博士号を取得。68年慶大助手、1974年トロント大学助教授、1976年南カリフォルニア大学助教授、78年準教授、83年教授を経て1985年筑波大学社会工学系教授、のち名誉教授。1997年国際大学グローバル・コミュニケーション・センター(GLOCOM)教授。専門は都市経済学。

## 著書
- 『現代都市経済学』日本評論社 1985
- 『都市と経済のニュートレンド 地域国際化への戦略』日本評論社 1988
- 『「ストック経済」の時代 豊かさ獲得への処方箋』日本経済新聞社 1989
- 『土地問題は解決できる』東洋経済新報社 1991
- 『日本再生の戦略ビジョン "資産デフレ"克服のために』実業之日本社 1994
- 『日本経済復活の条件』時事通信社(現代を読む) 1994
- 『空洞化を克服する1000日プログラム』ダイヤモンド社 1995
- 『「経済敗戦国」日本 デフレ脱却への新行革論』東洋経済新報社 1995
- 『日本型情報化社会 地域コミュニティからの挑戦』2000 ちくま新書

### 共著
- 『日本経済これが復活のシナリオだ 今こそ「発想の大転換」を。』三原淳雄共著 ダイヤモンド社 1992
- 『日本経済をダメにした日銀総裁と大蔵官僚 では、どうすればいいのか 私たちの大胆な提言』飛岡健共著 日新報道 1993
- 『超不況時代を生きる 平成不況から脱出するために何をすべきか』三原淳雄共著 総合法令 1994
- 『日本復興 "日本抜きの時代"を覆す戦略』三原淳雄共著 PHP研究所 1995

## 論文
- <宮尾尊弘